# Poxilá
Poxilá es una población del municipio de Umán en el estado de Yucatán, localizado en el sureste de México.

## Toponimia
El nombre (Poxilá)  proviene del idioma maya.
En Maya Yucateco Poxilá significa: Lugar donde están las anonas y el agua.

## Hechos históricos
- En 1910 cambia su nombre de Poxilá a San Antonio Poxilá.
- En 1970 cambia a Poxilá.
- En 1980 cambia a San Antonio Poxilá.
- En 1990 cambia a Poxila

## Demografía
Según el censo de 2005 realizado por el INEGI, la población de la localidad era de 801 habitantes, de los cuales 405 eran hombres y 396 eran mujeres.
| 198                         | 207 | 130 | 135 | 145 | 175 | 201 | 358 | 416 | 564 | 681 | 734 | 801 |
| (Fuente: INEGI [Consultar]) |     |     |     |     |     |     |     |     |     |     |     |     |

## Galería

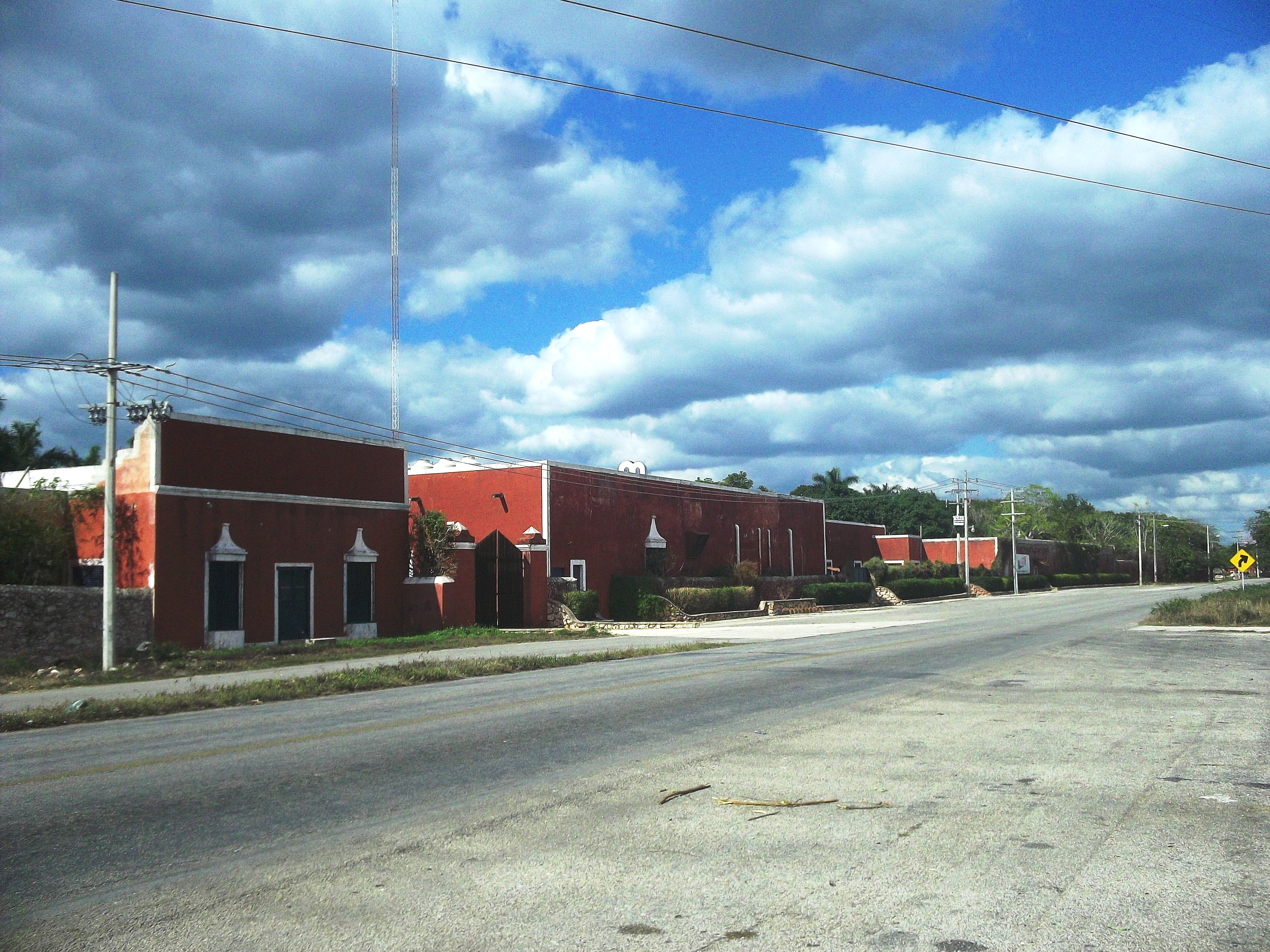
Vista de la hacienda Poxilá.
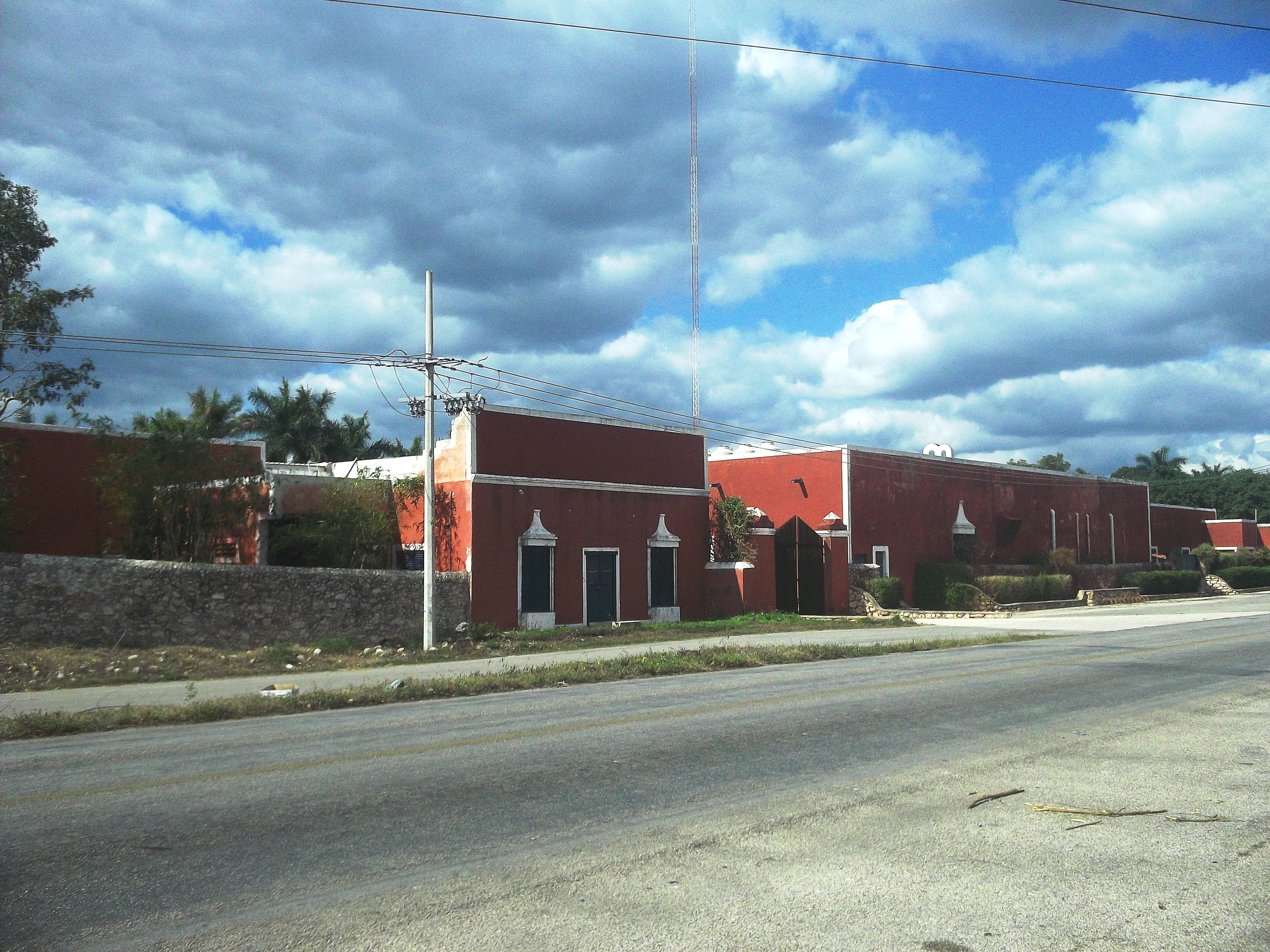
Vista de la hacienda Poxilá.
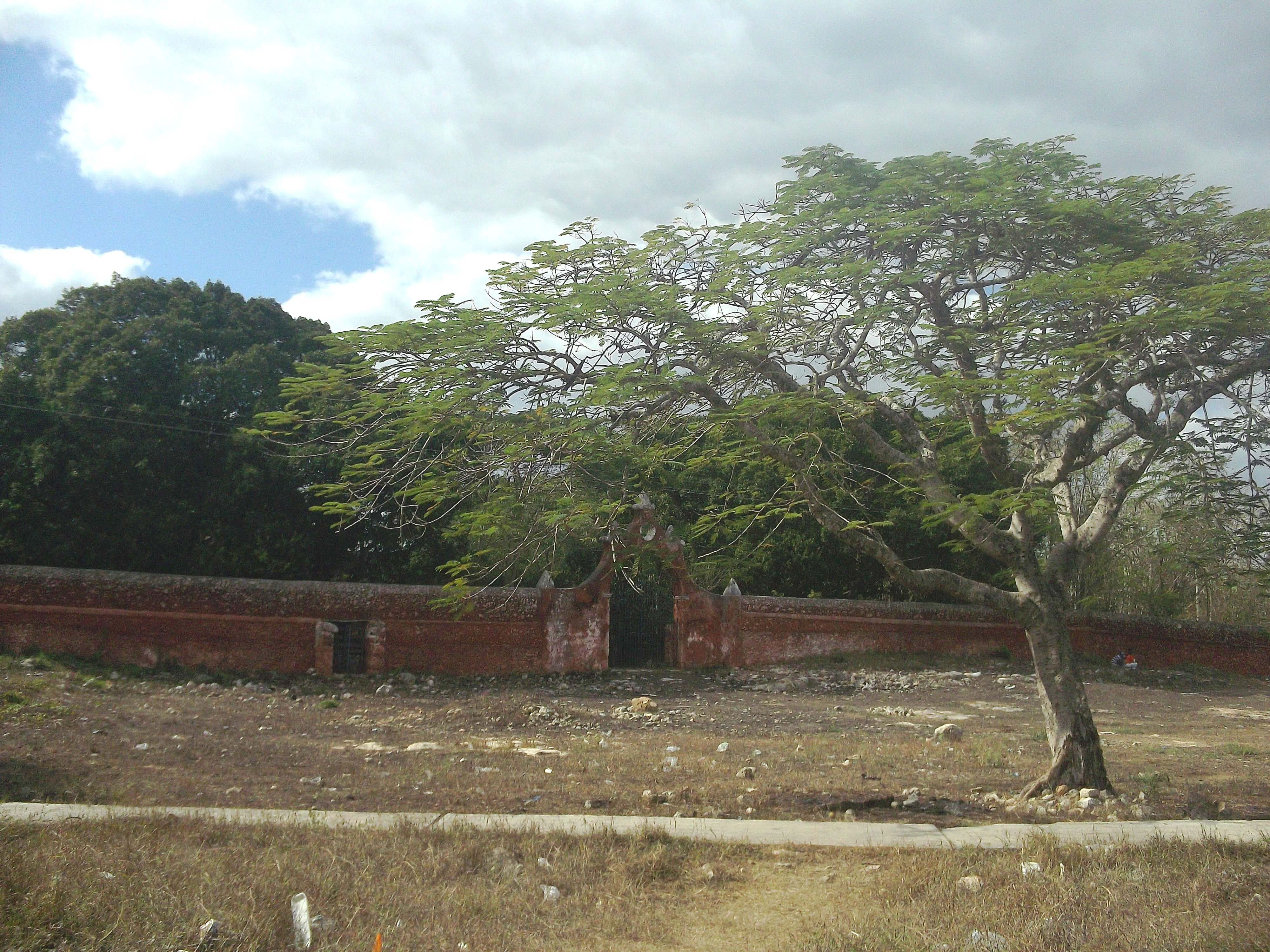
Vista de la hacienda Poxilá.